# Howell (Michigan)
Howell ist eine Stadt im amerikanischen Bundesstaat Michigan, etwa 80 km westlich vom Stadtzentrum von Detroit. Howell liegt im Livingston County, dessen Verwaltungssitz die Stadt beherbergt. Nach der Volkszählung von 2020 gibt es 10.068 Einwohner. Howell liegt um den Thompson Lake, der etwa 5 % der Stadtfläche von 11 km² einnimmt. Die Stadt ist umgeben vom Howell Township.

## Geschichte
Die ersten Ansiedlungen durch Siedler europäischer Herkunft im heutigen Stadtgebiet von Howell datieren auf 1834, bekannt sind die Namen der Siedlerfamilien von George T. Sage und James Sage, David Austin und von John D. Pinckney. (Der Namensgeber des 18 km südlich von Howell gelegenen Pinckney stammt aus der Familie des letzteren.) 1835 parzellierten Flavius J.B. Crane und Edward Brooks die Siedlung, die wegen ihrer Lage in der Mitte des County Livingston zuerst Livingston Centre hieß. Crane, der 1836 der erste Postmaster von Howell wurde, benannte die Siedlung nach seinem Freund Thomas Howell um. 1863 erhielt Howell den Status eines Village.
Bis in die 1860er Jahre waren Forstwirtschaft und weiterverarbeitende Sägewerke im Besitz der Familie McPherson der Hauptwirtschaftszweig von Howell. Nachdem die meisten Wälder in der Umgebung abgeholzt waren, entwickelte sich auf den gerodeten Flächen die Milchviehwirtschaft, und Howell wurde zu einem der größten Zentren der Holstein-Rinder-Haltung in den USA. 1914 erhielt Howell den Status einer Stadt (City).
1987 wurde das historische Stadtzentrum von Howell in das National Register of Historic Places (NRHP) aufgenommen, und damit unter Denkmalschutz gestellt. Daneben befinden sich noch eine Reihe von Einzelgebäuden im NRHP-Register, darunter die Eisenbahnstation „Ann Arbor Railway Station“ und das vom Detroiter Architekten Albert E. French entworfene Gerichtsgebäude für den County, das „Livingston County Courthouse“, das 1890 fertiggestellt wurde. Das zweieinhalbstöckige Gerichtsgebäude enthält Teile der Originalausstattung im viktorianischen Stil.

## Persönlichkeiten
Hier geboren
- Seymour Howe Person (1879–1957), Politiker
- Mark Schauer (* 1961), Politiker
- Deborah Ochs (* 1966), Bogenschützin, Medaillengewinnerin bei WM und Olympia
- Andy Hilbert (* 1981), Eishockeyspieler
- Timothy James Hensick (* 1985), Eishockeyspieler
- Myles Amine (* 1996), san-marinesischer Ringer